# Landsmannschaft Berlin-Mark Brandenburg

Wappen der Mark Brandenburg

Die Landsmannschaft Ostbrandenburg/Neumark e. V. (Name bis 2015: Landsmannschaft Berlin-Mark Brandenburg) mit Sitz in Fürstenwalde/Spree (VR 3111) ist ein Vertriebenenverband. Die Organisation ist Mitglied im Bund der Vertriebenen (BdV) und gliedert sich in Kreisverbände. Ihr Symbol ist der kurbrandenburgische rote Adler, der das blauen Wappen mit dem Szepter trägt (das Wappen der preußischen Provinz Brandenburg, zu der bis 1945 die Region Ostbrandenburg/Neumark gehörte).
Die Landsmannschaft wurde am 9. Oktober 1949 unter dem Namen Landsmannschaft Berlin-Mark Brandenburg in Hamburg gegründet.:S. 1 Das erste Bundestreffen fand 1951 in Lüneburg statt. Zum ersten Bundessprecher wurde 1950 Walter von Keudell gewählt, sein Nachfolger wurde Heinz Kiekebusch.
Die Landsmannschaft gehörte den Vereinigten Ostdeutschen Landsmannschaften an und 1951 zu den ersten vier Mitgliedsverbänden des Bundes der vertriebenen  Deutschen (BVD).:S. 25, Fußnote 33
Offizielles Organ der Landsmannschaft war seit 1949 die Märkische Zeitung, die zweimonatlich erschien und 1957 eine Auflage von 7.200 hatte.:S. 45/46 Heute erfüllt der vierteljährlich erscheinende Brandenburgkurier diese Rolle.:S. 12
Im Jahr 1999 eröffnete sie das „Haus Brandenburg“ in Fürstenwalde, wohin auch die (zuvor seit 1965 in Stuttgart befindliche) Bundesgeschäftsstelle verlegt wurde. Im Jahr 2001 gründete die Landsmannschaft die „Stiftung Brandenburg“.